# Цестиці
Це́стице, Цестіце (словац. Cestice) — село в окрузі Кошиці-околиця Кошицького краю Словаччини. Площа села 13,03 км². Станом на 31 грудня 2016 року в селі проживав 841 житель.
Розташовані 2 церкви.

## Історія
Перші згадки про село датуються 1317 роком.

## Населення
| Рік:            | 1994. | 2004.   | 2014.   | 2024.   |
| --------------- | ----- | ------- | ------- | ------- |
| Кількість осіб: | 752   | 795     | 848     | 853     |
| Різниця:        |       | +5,71 % | +6,66 % | +0,58 % |

| Рік:            | 2023. | 2024.   |
| --------------- | ----- | ------- |
| Кількість осіб: | 834   | 853     |
| Різниця:        |       | +2,27 % |